# Vladimir Kirshon
Vladimir Kirshon (19 tháng 8 năm 1902 - 28 tháng 7 năm 1938) là nhà văn, nhà soạn kịch của Liên bang Xô Viết.

## Tiểu sử
Ông sinh ra tại Nalchik thuộc vùng Kavkaz trong một gia đình của một luật sư, Kirshon phục vụ trong Hồng Quân trong thời kỳ cuộc nội chiến Nga và năm 1920 ông gia nhập vào Đảng cộng sản, và sau đó được cử tới tại Trường đại học Cộng sản Sverdlov. Là một người trẻ mơ mộng và hay lý tưởng hóa thực tế, ông tỏ ra buồn rầu với Chính sách kinh tế mới, và điều này được thể hiện trong các vở kịch trong thời kỳ đầu của ông. Ông là một người tổ chức của Hiệp hội những nhà văn vô sản tại Rostov-on-Don và vùng Bắc Caucasus, và từ năm 1925 ông là một trong những thư ký của Hiệp hội nhà văn vô sản Nga (RAPP) tại Mátx-cơ-va. Ông là một trong những công chức cấp tiến nhất trong thời gian này, và một trong những người phê phán gay gắt nhất đối với nhà văn Mikhail Afanasyevich Bulgakov. Sự hăng hái tha thiết với ý thức hệ cộng sản của ông đã gây chú ý với Joseph Stalin, người mà ông đã gửi tác phẩm của mình để phê duyệt. "Khi mà con người có lý tưởng, anh ta không có thể làm gì sai trái cả: 'Xuất bản ngay lập tức' Stalin đã bút phê như vậy vào bài báo mới nhất của Kirshon khi chuyển nó cho tổng biên tập của tờ Pravda.
Những vở kịch đầu của ông "Konstantin Terekhin" (năm 1926) và Rel'sy gudyat (Những đường ray rền vang, năm 1927) "đã gây ra một sự xúc động mạnh", tuy nhiên vở Khleb (Bánh mỳ, năm 1931) "có thành công nhưng sớm bị tàn lụi". Vở kịch sau đó "Chudesny splav" (Hợp kim nhiệm màu, 1934) vẫn còn phổ biến cho đến tận thập niên 60.  Tuy nhiên vào đầu năm 1937, Kirshon đã bị rơi ra khỏi sự yêu thích của lãnh tụ vì đã có mối quan hệ cộng sự với Leopold Averbakh, cựu lãnh đạo của Hiệp hội nhà văn vô sản Nga và là anh rể của nhà phê bình văn học Genrikh Yagoda. Tại một buổi mít ting công khai ông đã bị tấn công gay gắt bởi nhà văn Vsevolod Vishnevsky vì đã có mối quan hệ với "kẻ thù của quần chúng" và những quyết định chỉ trích của cơ quan lãnh đạo tối cao của Đảng cộng sản Xô-Viết; ông đã cố gắng bảo vệ bản thân, nhưng đã bị khai trừ Đảng cộng sản và Hội nhà văn và nhanh chóng biến mất sau đó ở Mátx-cơ-va. Vào tháng 8 năm 1937 ông bị bắt cùng với những cựu lãnh đạo khác của Hiệp hội nhà văn vô sản Nga và bị coi như những phần tử ủng hộ Trosky, và năm tiếp theo ông bị hành quyết tại nhà tù Butyrka tại Mátx-cơ-va. Ông được phục hồi danh sự sau khi mất vào năm 1955 và những vở kịch của ông bắt đầu được biểu diễn trở lại.

## Tác phẩm
Tại Việt Nam, Kirshon được biết tới nhiều nhờ bài thơ "Tôi hỏi cây Tần Bì".
| "Я спросил у ясеня" Я спросил у ясеня, Где моя любимая. Ясень не ответил мне, Качая головой. Я спросил у тополя, Где моя любимая. Тополь забросал меня Осеннею листвой. Я спросил у осени, Где моя любимая. Осень мне ответила Проливным дождем. У дождя я спрашивал, Где моя любимая. Долго дождик слезы лил За моим окном. Я спросил у месяца, Где моя любимая. Месяц скрылся в облаке, Не ответил мне. Я спросил у облака, Где моя любимая. Облако растаяло В небесной синеве. Друг ты мой единственный, Где моя любимая? Ты скажи, где скрылася? Знаешь, где она? Друг ответил преданный, Друг ответил искренний: - Была тебе любимая, Была тебе любимая, А стала мне жена. Я спросил у ясеня, Я спросил у тополя, Я спросил у осени... | "Tôi hỏi cây Tần Bì" Người dịch: Việt Anh Trần Tôi hỏi cây tần bì Người tôi yêu ở đâu Cây tần bì không nói Chỉ lắc lắc cái đầu Tôi hỏi cây bạch dương Nơi người yêu tôi ở Cây bạch dương nín thở Trút lá vàng lên tôi Tôi hỏi: Hỡi mùa thu Thấy người tôi yêu dấu? Mùa thu đáp lại tôi Một cơn mưa lạnh thấu Tôi lại hỏi cơn mưa Người yêu tôi đâu nhỉ? Ngoài ô cửa mưa tuôn Nước mắt không ngừng nghỉ Tôi hỏi vầng trăng khuyết Người tôi yêu ở đâu? Vầng trăng khuyết vùi đầu Sau đám mây không nói Tôi lại hỏi đám mây Người yêu tôi đâu đấy? Đám mây nhanh biết mấy Biến vào bầu trời xanh Bạn duy nhất tôi ơi Bạn thân nhất trên đời Hãy nói cho tôi biết Người tôi yêu đâu rồi? Bạn duy nhất của tôi Bạn thân nhất trả lời: Người yêu xưa của bạn Bây giờ là vợ tôi Tôi hỏi cây tần bì Tôi hỏi mùa thu Tôi hỏi cây bạch dương… |